# Afontova Gora
Afontova Gora (in russo Афонтова гора?, "Monte Afont") è un' area archeologica del paleolitico superiore tardo e del mesolitico siberiano situato sulla riva sinistra del fiume Yenisey vicino alla città di Krasnoyarsk, in Russia. Afontova Gora ha legami culturali e genetici con le genti della cultura di Mal'ta-Buret'. Il complesso è stato scavato per la prima volta nel 1884 da Ivan Savenkov.
Il complesso di Afontova Gora consiste di più strati stratigrafici, di cinque o più accampamenti. Gli accampamenti mostrano prove di caccia ai mammut e probabilmente sono il risultato di un'espansione verso est dei cacciatori di mammut. I fossili umani scoperti ad Afontova Gora, un maschio e una ragazza datati a 17.000~15.000 anni fa, sono conservati nel Museo dell'Ermitage.

## Siti
Afontova Gora I si trova sulla riva occidentale del fiume Yenisey e ha restituito resti di cavallo, mammut, renna, bisonte delle steppe e grandi canidi. Una tibia di canide è stata datata a 16.900 anni fa e il cranio è stato descritto tassonomicamente come quello di un cane, ma ora è perduto. La sua descrizione cade al di fuori dell'intervallo dei lupi pleistocenici o moderni del nord.
Afontova Gora II è il sito dove sono stati trovati i resti fossili umani. Il sito è stato scavato per la prima volta nel 1912-1914 da V.I. Gromov. Nel 1924, G.P. Sosnovsky, N.K. Auerbach e V.I. Gromov scoprirono i primi fossili umani nel sito. Sono stati scoperti resti di mammut, volpe artica, lepre artica, renna, bisonte e cavallo.
Afontova Gora II consiste di 7 strati. Lo strato 3 di Afontova Gora II è il più significativo: lo strato ha prodotto la maggior quantità di manufatti culturali ed è lo strato dove sono stati scoperti i resti fossili umani. Oltre 20.000 manufatti sono stati scoperti nello strato 3: questo strato ha prodotto oltre 450 strumenti e oltre 250 manufatti ossei (osso, corno, avorio). I fossili di due individui distinti sono stati scoperti nelle scavi iniziali: il premolare superiore di un bambino di 11-15 anni e il radio sinistro, ulna, omero, falange e osso frontale di un adulto.

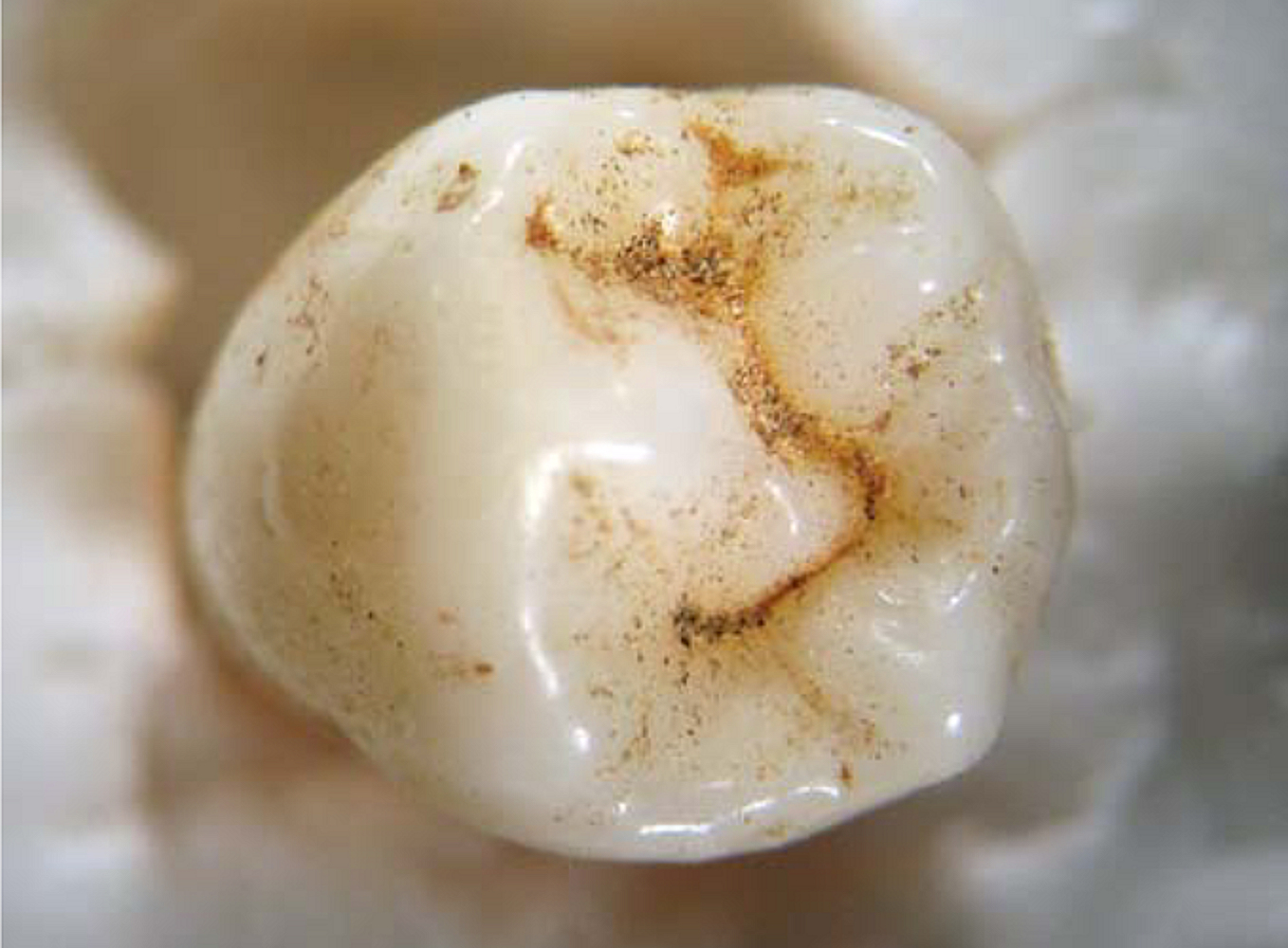
Uno dei cinque denti dell'individuo Afontova Gora III (AG3), datato circa al 16,090 a.C.

Afontova Gora III è il sito del primo scavo intrapreso da Ivan Savenkov nel 1884. Il sito è stato disturbato dalle attività minerarie alla fine degli anni 1880. Il sito consiste di 3 strati.
Afontova Gora V è stato scoperto nel 1996. Sono stati scoperti resti di lepre, pika, leone delle caverne, cavallo, renna, bisonte e pernice nel sito.

## Paleogenetica

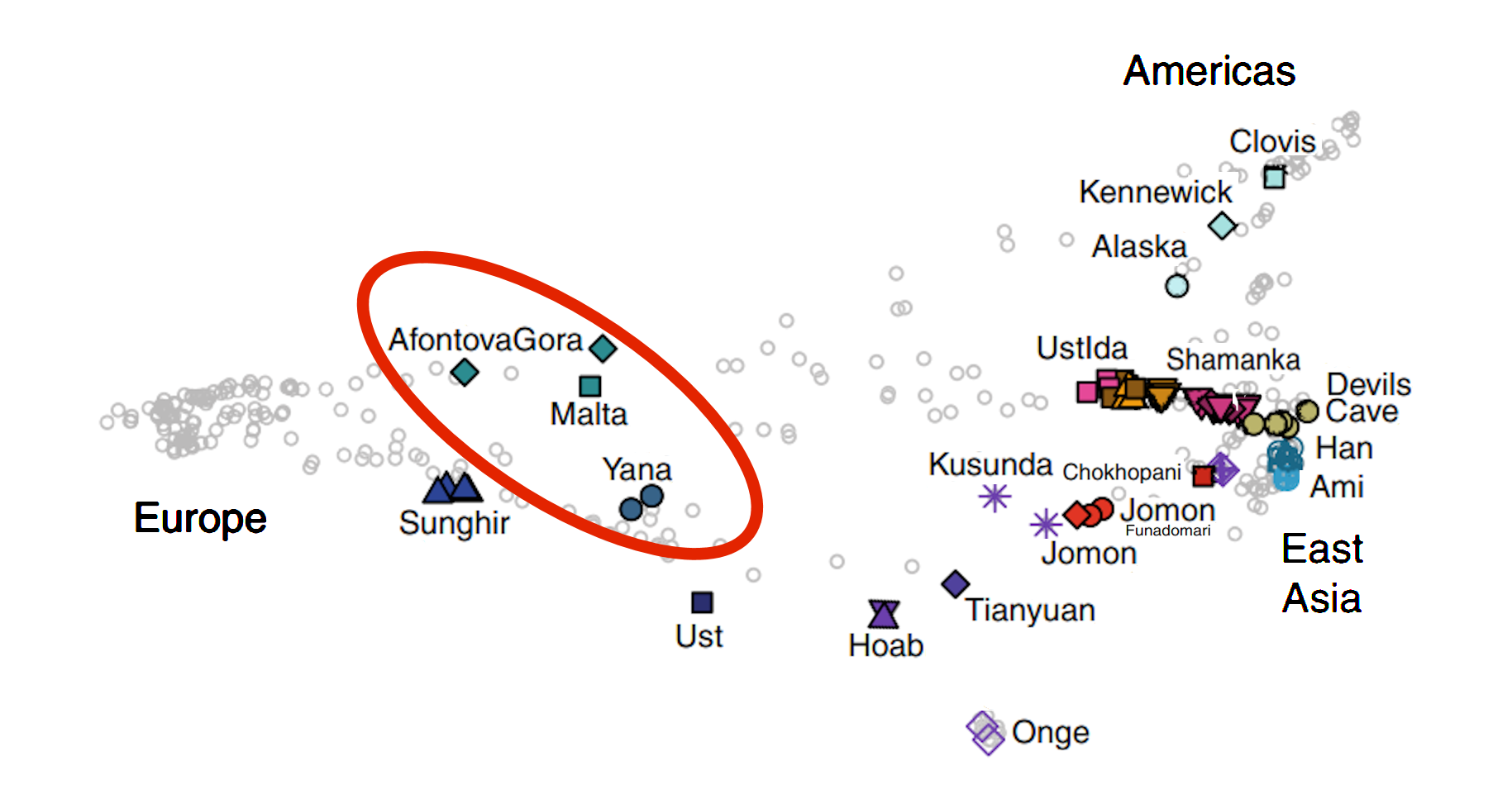
Prossimità genetica di Afontova Gora con altre popolazioni di Antichi Euroasiatici del Nord (Mal'ta e Yana).

Gli individui di Afontova Gora appartenevano al cluster genico degli Antichi Euroasiatici del Nord (in inglese Ancient North Eurasians o ANE). Afontova Gora III era strettamente imparentato con le più tarde mummie del Tarim della Cina occidentale. Inoltre Afontova Gora III era portatore dell'allele derivato rs12821256 associato con il colore dei capelli biondo, rendendolo il primo individuo conosciuto a portare questo allele derivato.